# Vlag van Schijndel
De vlag van Schijndel is op 18 juli 1991 door de gemeenteraad vastgesteld als de vlag van Schijndel. De beschrijving luidt:
Drie banen, geel, groen en wit, met op de gele baan in de broektop een zwarte wassenaar, waarvan de hoogte gelijk is aan ¼ van de hoogte van de vlag.
Het is een driekleur bestaande uit drie horizontale banen in geel, groen en wit. In de bovenste baan bevindt zich een zwarte maansikkel met de punten omhoog. De sikkel en de kleuren van de vlag zijn ontleend aan het tweede wapen van Schijndel (1958). Het ontwerp was van de Noord-Brabantse Commissie voor Wapen- en Vlaggenkunde.
In de periode 8 april 1960-18 juli 1991 voerde Schijndel een driekleur, groen, geel en zwart. Ook deze vlag heeft elementen die zijn ontleend aan het tweede gemeentewapen. De kleuren geel en zwart stonden symbool voor Van der Leck, bezitters van de heerlijkheid tussen 1398 en 1454. Het groen staat symbool voor een eik die meer dan 600 jaar het rechtssymbool voor Schijndel was.
Na de gemeentelijke herindeling van 1 januari 2017 is de gemeente Schijndel opgegaan in de nieuw gevormde gemeente Meierijstad en is de vlag van Schijndel niet langer een gemeentevlag.

## Wapen van Schijndel

Het tweede wapen van Schijndel (1958)